# Monumento a Scott

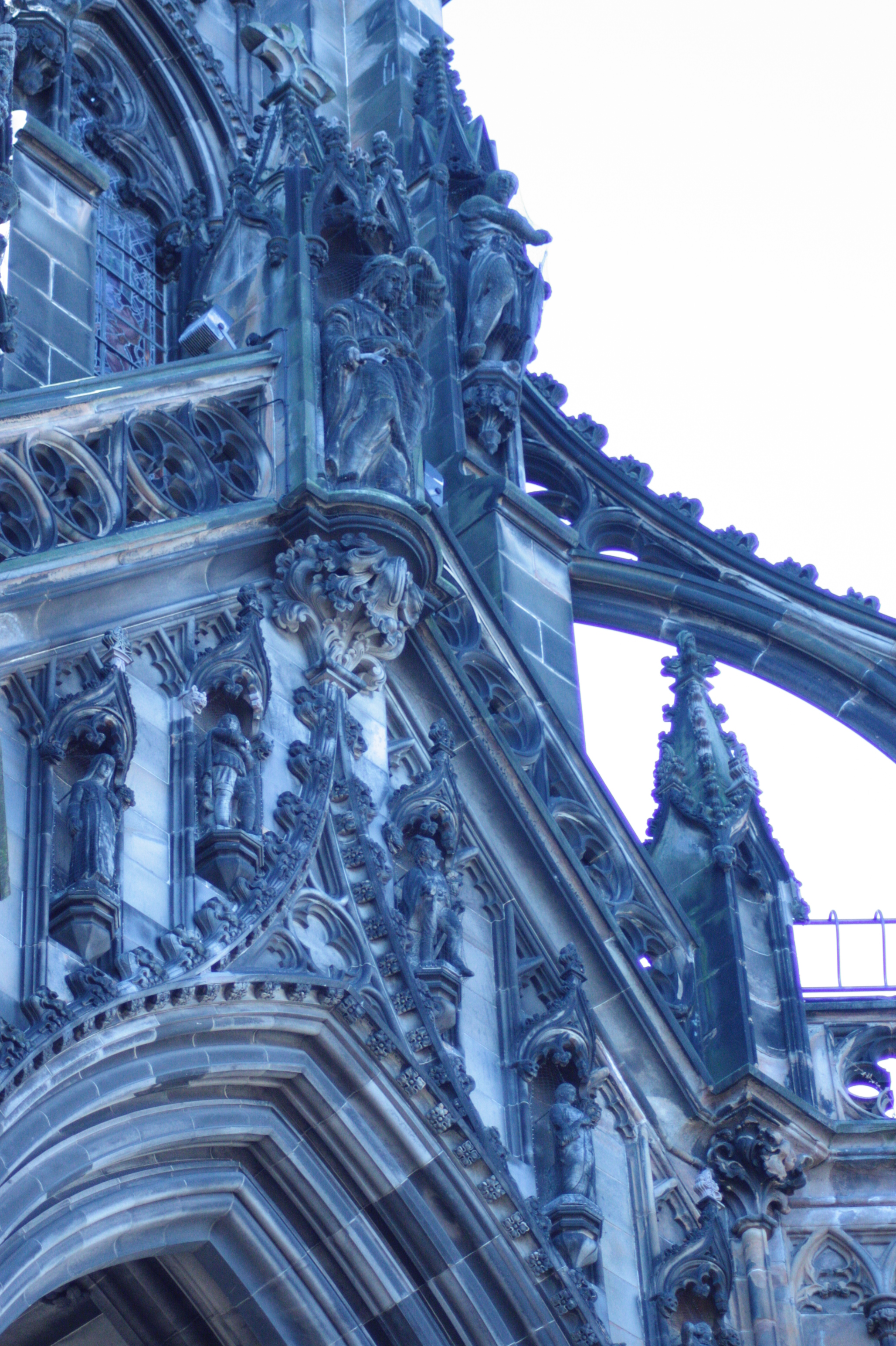
Dettaglio statuario Monumento Scott, Princes Street, Edimburgo

Il monumento a Scott è un monumento gotico vittoriano all'autore scozzese Sir Walter Scott. È il secondo monumento più grande al mondo dedicato a uno scrittore dopo il monumento a José Martí a L'Avana. Si trova nei giardini di Princes Street a Edimburgo, di fronte al grande magazzino Jenners di Princes Street e vicino alla stazione ferroviaria di Waverley, che prende il nome dal romanzo di Scott, Waverley.

## Disegno
La torre è alta 61 metri e ha piattaforme di osservazione raggiungibili tramite una serie di scale a chiocciola che offrono viste panoramiche del centro di Edimburgo e dei suoi dintorni. La piattaforma più alta è raggiungibile a mezzo di 287 gradini. È costruito con arenaria Binny estratta vicino a Ecclesmachan nel Lothian occidentale.
È posizionato in asse con South St. David Street, la strada principale che conduce da St. Andrew Square a Princes Street, ed è un punto focale all'interno di quella vista, e la sua mole è abbastanza grande da schermare la Città Vecchia sita dietro di esso. La sua posizione appare più casuale se vista dal lato sud e dai giardini di Princes Street, ma domina la sezione orientale dei giardini grazie alla sua scala e alla sua posizione elevata.

## Storia

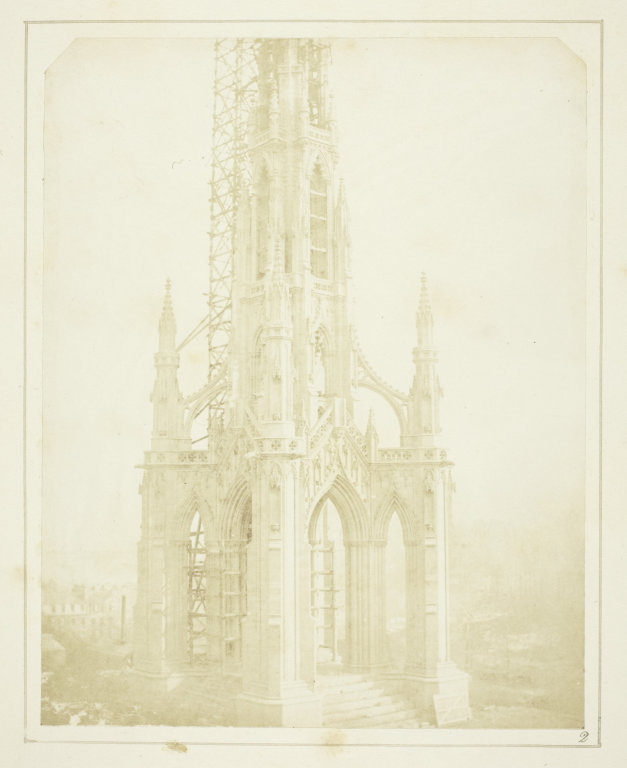
Il monumento a Scott come appariva quando era quasi terminato nell'ottobre 1844

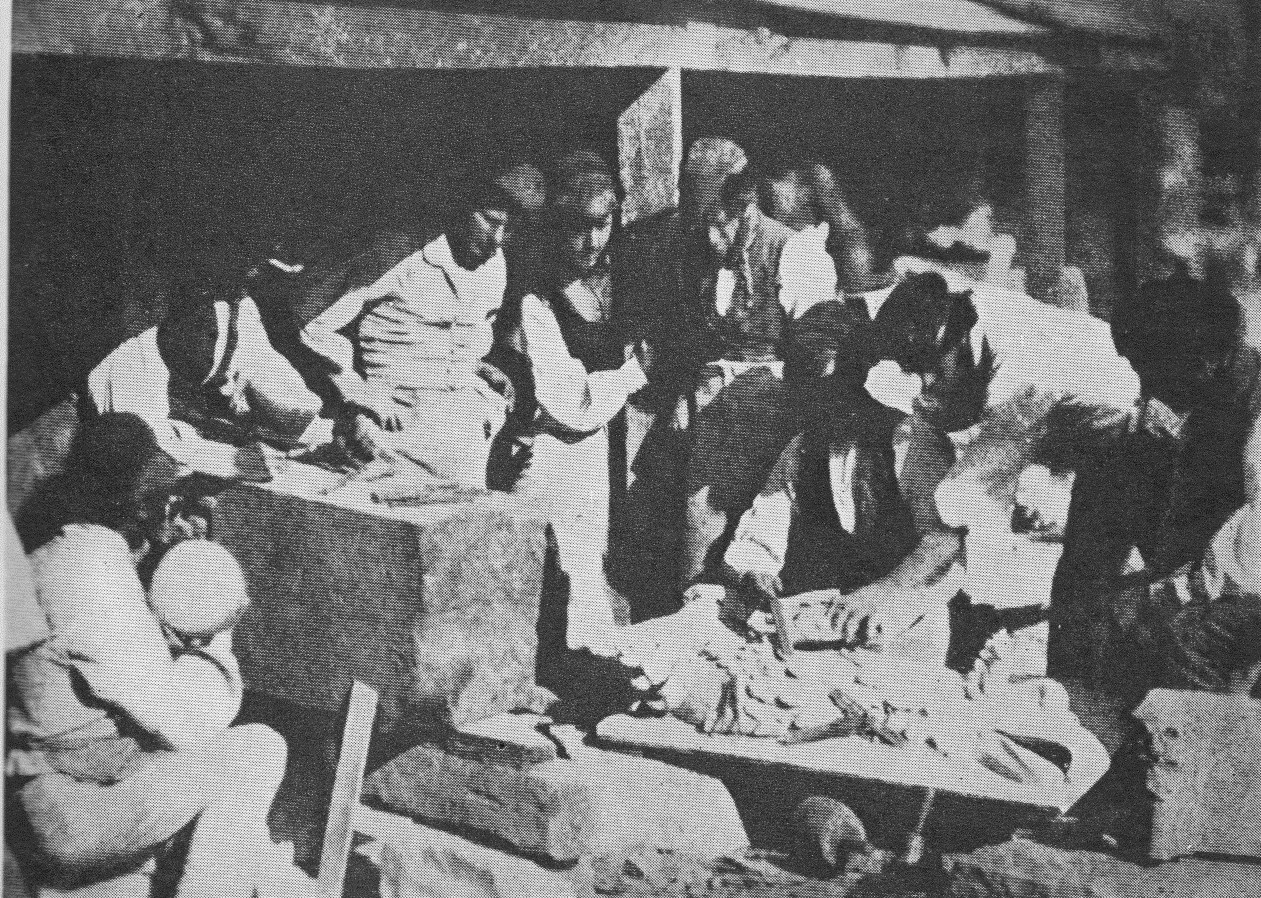
Muratori che lavorano al monumento, fotografati da Hill & Adamson nei primi anni del 1840

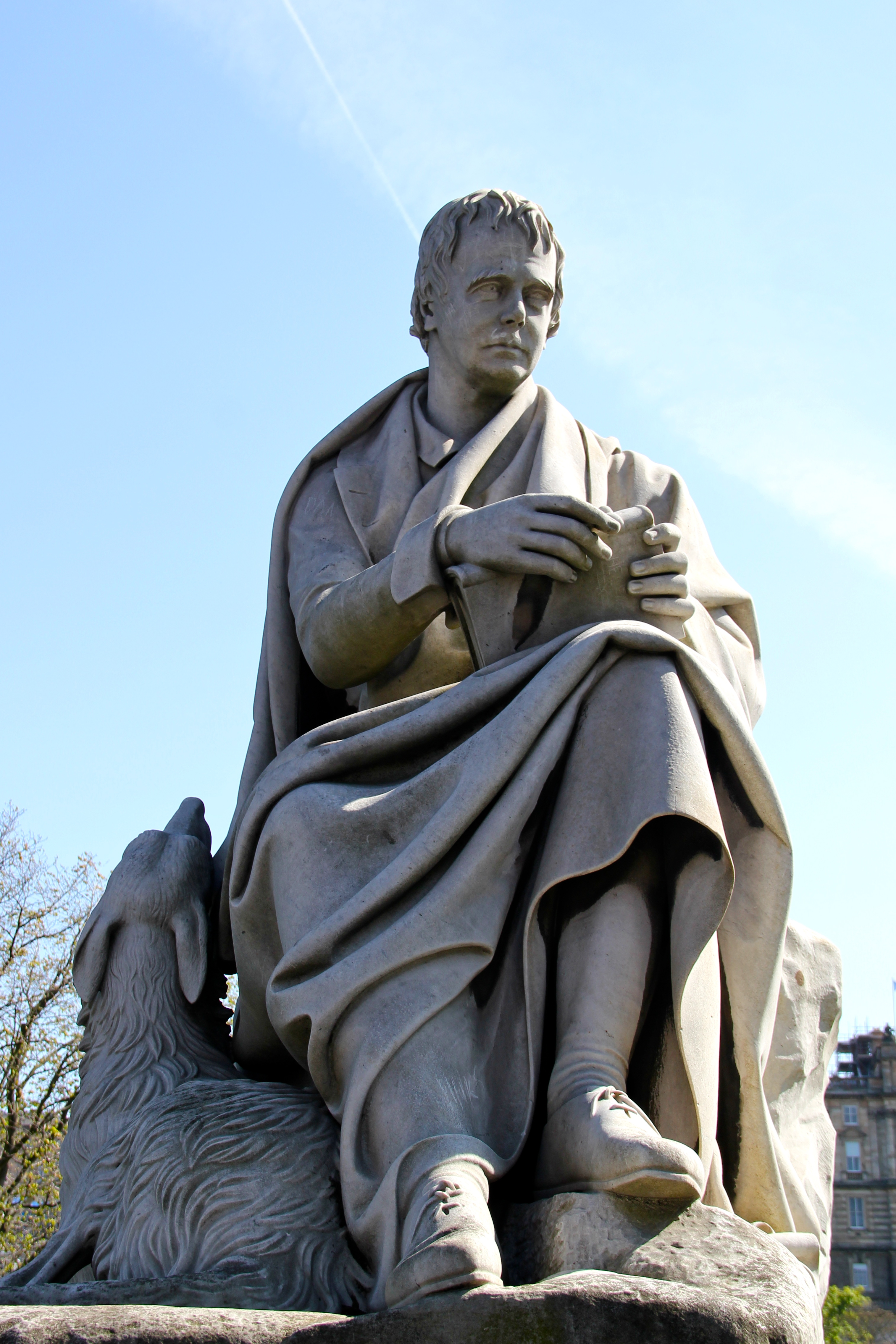
La statua di Sir Walter Scott di John Steell, situata all'interno del Monumento a Scott

Dopo la morte di Scott, nel 1832, si tenne un concorso per progettare un monumento a lui dedicato. Un improbabile concorrente passò sotto lo pseudonimo di "John Morvo", l'architetto medievale dell'Abbazia di Melrose. Morvo era infatti George Meikle Kemp, 45 anni falegname, disegnatore e architetto autodidatta. Aveva temuto che la sua mancanza di qualifiche architettoniche e la sua reputazione lo avrebbero fatto squalificare, ma il suo progetto venne apprezzato dai giudici del concorso e gli fu assegnato l'appalto per la costruzione del monumento nel 1838.
John Steell fu incaricato di realizzare una statua monumentale di Scott da sistemare nello spazio centrale all'interno delle quattro colonne della torre. È realizzata in marmo bianco di Carrara e mostra Scott seduto, che riposa mentre scrive una delle sue opere con una penna d'oca, con il suo cane Maida al suo fianco. Il monumento ha 64 figure di personaggi dei romanzi di Scott, scolpiti da scultori scozzesi tra cui Alexander Handyside Ritchie, John Rhind, William Birnie Rhind, William Brodie, William Grant Stevenson, David Watson Stevenson, John Hutchison, George Anderson Lawson, Thomas Stuart Burnett, William Shirreffs, Andrew Currie, George Clark Stanton, Peter Slater, Amelia Robertson Hill (che ha anche realizzato la statua di David Livingstone immediatamente a est del monumento) e l'altrimenti sconosciuta Katherine Anne Fraser Tytler.
La prima pietra fu posta il 15 agosto 1840 da Sir James Forrest di Comiston nella sua veste di Lord Provost e di Gran Maestro Massone di Scozia. La costruzione iniziò nel 1841 in seguito all'autorizzazione da parte del Parlamento del Monument to Sir Walter Scott Act e andò avanti per quasi quattro anni. Fu completato nell'autunno del 1844, con il figlio di Kemp che pose la pietra finale nell'agosto di quell'anno. Il costo totale fu di poco superiore a £ 16.154. Il monumento fu inaugurato il 15 agosto 1846, ma George Meikle Kemp era assente. Era caduto nell'Union Canal mentre tornava a casa dal sito ed era annegato la sera nebbiosa del 6 marzo 1844.

## Statue e collocazione
Ci sono 68 statue sul monumento, senza contare quelle di Scott e del suo cane, e 64 sono visibili da terra. Quattro figure sono posizionate sopra la galleria di visualizzazione sommitale e sono visibili solo con il teleobiettivo o dalla galleria di visualizzazione (con un'angolazione distorta). Inoltre, otto druidi inginocchiati supportano la galleria di osservazione finale. Ci sono 32 nicchie vuote al livello superiore.
Sedici teste di poeti e scrittori scozzesi compaiono sulle facce inferiori, in cima ai pilastri inferiori. Le teste rappresentano, in senso antiorario da nord-ovest: James Hogg, Robert Burns, Robert Fergusson, Allan Ramsay, George Buchanan, Sir David Lindsay, Robert Tannahill, Lord Byron, Tobias Smollett, James Beattie, James Thomson, John Home, Mary, Regina di Scozia, Re Giacomo I di Scozia, Re Giacomo V di Scozia e William Drummond di Hawthornden.
(S) rappresenta una piccola figura
| Collocazione                                                              | Personaggio                                                                                       | Romanzo di Scott associato                                                           | Scultore                     |
| ------------------------------------------------------------------------- | ------------------------------------------------------------------------------------------------- | ------------------------------------------------------------------------------------ | ---------------------------- |
| Contrafforte nord-orientale, livello inferiore, est                       | Jock Dumbie, The Laird O’ Dumbiedykes                                                             | The Heart of Midlothian                                                              | William Brodie               |
| Contrafforte nord-orientale, livello inferiore, est                       | Jeanie Deans                                                                                      | The Heart of Midlothian                                                              | William Brodie               |
| Contrafforte nord-orientale, livello inferiore, nord                      | Flora MacIvor                                                                                     | Waverley                                                                             | John Hutchison               |
| Lato nord, livello inferiore                                              | Ravenswood (S)                                                                                    | The Bride of Lammermoor                                                              | John Rhind                   |
| Lato nord, livello inferiore                                              | Lucy Ashton (S)                                                                                   | The Bride of Lammermoor                                                              | John Rhind                   |
| Lato nord, livello inferiore                                              | Caleb Balderstone (S)                                                                             | The Bride of Lammermoor                                                              | William Grant Stevenson      |
| Lato nord, figura centrale sopra l'arco                                   | Charles Edward Stewart (Bonnie Prince Charlie)                                                    | Waverley e Redgauntlet                                                               | Alexander Handyside Ritchie  |
| Lato nord, livello inferiore                                              | Madge Wildfire (S)                                                                                | The Heart of Midlothian                                                              | William Brodie               |
| Lato nord, livello inferiore                                              | Davie Deans (S)                                                                                   | The Heart of Midlothian                                                              | Thomas Stuart Burnett        |
| Lato nord, livello inferiore                                              | Effie Deans (S)                                                                                   | The Heart of Midlothian                                                              | Thomas Stuart Burnett        |
| Contrafforte nordoccidentale, livello inferiore, nord                     | Louise, The Glee Maiden, che suona un mandolino                                                   | The Fair Maid of Perth                                                               | John Hutchison               |
| Contrafforte nordoccidentale, livello inferiore, nord-ovest               | Hal O’ The Wynd                                                                                   | The Fair Maid of Perth                                                               | John Hutchison               |
| Contrafforte nordoccidentale, livello inferiore, ovest                    | Edith of Lorn                                                                                     | The Lord of the Isles                                                                | William Brodie               |
| Lato occidentale, livello inferiore                                       | George Buchanan (S)                                                                               | Buchanan è una vera figura storica a cui si fa riferimento in molti romanzi di Scott | John Rhind                   |
| Lato occidentale, livello inferiore                                       | Julia Mannering (S)                                                                               | Guy Mannering                                                                        | George Webster               |
| Lato occidentale, livello inferiore                                       | Dirk Hatteraick (S)                                                                               | Guy Mannering                                                                        | William Birnie Rhind         |
| Lato occidentale, figura centrale sotto l'arco                            | The Harp O’ The North                                                                             | The Lay of the Last Minstrel                                                         | James Ritchie                |
| Lato occidentale, livello inferiore                                       | Rose Bradwardine (S)                                                                              | Waverley                                                                             | D. Buchanan                  |
| Lato occidentale, livello inferiore                                       | Dougal Cratur (S)                                                                                 | Rob Roy                                                                              | Charles McBride              |
| Lato occidentale, livello inferiore                                       | Catharine Glover, The Fair Maid of Perth (S)                                                      | The Fair Maid of Perth                                                               | David Watson Stevenson       |
| Contrafforte sud-ovest, livello inferiore, ovest                          | Minna Troil                                                                                       | The Pirate                                                                           | Amelia Robertson Hill        |
| Contrafforte sud-ovest, livello inferiore, sud-ovest                      | George Heriot (che tiene un modello della George Heriot's School)                                 | The Fortunes of Nigel                                                                | Peter Slater                 |
| Contrafforte sud-ovest, livello inferiore, sud                            | Baillie Nicol Jarvie                                                                              | Rob Roy                                                                              | George Anderson Lawson       |
| Lato sud, livello inferiore                                               | Peter Peebles (S)                                                                                 | Redgauntlet                                                                          | William Grant Stevenson      |
| Lato sud, livello inferiore                                               | Constance (S)                                                                                     | Marmion (poema)                                                                      | Katherine Anne Fraser Tytler |
| Lato sud, livello inferiore                                               | Wayland Smith (S)                                                                                 | Kenilworth                                                                           | J.S. Gibson                  |
| Lato sud, figura centrale sull'arco                                       | Ellen Douglas, The Lady of the Lake                                                               | The Lady of the Lake                                                                 | Peter Slater                 |
| Lato sud, livello inferiore                                               | Gurth the Swineherd, con un maiale ai suoi piedi (S)                                              | Ivanhoe                                                                              | William Shirreffs            |
| Lato sud, livello inferiore                                               | Queen Elizabeth I (S), originariamente con in mano un globo e uno scettro                         | Kenilworth                                                                           | William Walker               |
| Lato sud, livello inferiore                                               | Claverhouse (S)                                                                                   | Old Mortality                                                                        | William Birnie Rhind         |
| Contrafforte sud-est, livello inferiore, sud                              | Rebecca                                                                                           | Ivanhoe                                                                              | George Clark Stanton         |
| Contrafforte sud-est, livello inferiore, sud-est                          | Diana Vernon                                                                                      | Rob Roy                                                                              | George Anderson Lawson       |
| Contrafforte sud-est, livello inferiore, est                              | Mary, Queen of Scots                                                                              | The Abbot                                                                            | David Watson Stevenson       |
| Lato est, livello inferiore                                               | Dugald Dalgetty (S)                                                                               | A Legend of Montrose                                                                 | John Rhind                   |
| Lato est, livello inferiore                                               | The Abbess (S)                                                                                    | Marmion (poema)                                                                      | William Grant Stevenson      |
| Lato est, livello inferiore                                               | James Graham, 1st Marquess of Montrose (S)                                                        | A Legend of Montrose                                                                 | David Watson Stevenson       |
| Lato est, figura centrale sull'arco                                       | Meg Merrilees, la gitana (originariamente con in mano un ramo verde di rame, ora mancante)        | Guy Mannering                                                                        | Alexander Handyside Ritchie  |
| Lato est, livello inferiore                                               | Richie Moniplies, una serva ben vestita (S)                                                       | The Fortunes of Nigel                                                                | John Rhind                   |
| Lato est, livello inferiore                                               | The Lady of Avenel (S)                                                                            | The Monastery and The Abbot                                                          | Thomas Stuart Burnett        |
| Lato est, livello inferiore                                               | Sir Piercie Shafton (S)                                                                           | The Monastery                                                                        | George Clark Stanton         |
| Contrafforte nord-orientale, livello superiore est                        | Old Mortality (Robert Paterson) appoggiato a un bastone da passeggio                              | Old Mortality                                                                        | Andrew Currie                |
| Contrafforte nord-orientale, livello superiore nord-est                   | Robert the Bruce                                                                                  | The Lord of the Isles (poema)                                                        | George Anderson Lawson       |
| Contrafforte nord-orientale, livello superiore nord                       | Edie Ochiltree                                                                                    | The Antiquary                                                                        | George Anderson Lawson       |
| Lato nord, livello superiore, a sinistra della finestra                   | King Charles I                                                                                    | Menzionato in diversi romanzi di Scott                                               | David Watson Stevenson       |
| Lato nord, livello superiore, a destra della finestra                     | John Knox, che tiene una Bibbia aperta verso la strada                                            | Mentioned in several Scott novels                                                    | John Rhind                   |
| Contrafforte nordoccidentale, livello superiore, nord                     | Robert Dudley, 1st Earl of Leicester                                                              | Kenilworth                                                                           | William Brodie               |
| Contrafforte nordoccidentale, livello superiore, nord-ovest               | Amy Robsart                                                                                       | Kenilworth                                                                           | William Brodie               |
| Contrafforte nordoccidentale, livello superiore, ovest                    | Baron Bradwardine                                                                                 | Waverley                                                                             | John Hutchison               |
| Lato ovest, livello superiore, a sinistra della finestra                  | Helen MacGregor che impugna una spada e un bersaglio                                              | Rob Roy                                                                              | William Brodie               |
| Lato ovest, livello superiore, a destra della finestra                    | Rob Roy MacGregor                                                                                 | Rob Roy                                                                              | John Rhind                   |
| Contrafforte sud-ovest, livello superiore, ovest                          | Magnus Troil                                                                                      | The Pirate                                                                           | Amelia Robertson Hill        |
| Contrafforte sud-ovest, livello superiore, sud-ovest                      | King James VI                                                                                     | The Fortunes of Nigel                                                                | David Watson Stevenson       |
| Contrafforte sud-ovest, livello superiore, sud                            | Halbert Glendinning                                                                               | The Monastery and The Abbot                                                          | David Watson Stevenson       |
| Lato sud, livello superiore, a sinistra della finestra                    | Balfour of Burley                                                                                 | Old Mortality                                                                        | William Birnie Rhind         |
| Lato sud, livello superiore, a destra della finestra                      | Oliver Cromwell                                                                                   | Woodstock                                                                            | William Brodie               |
| Contrafforte sud-est, livello superiore, sud                              | Saladin                                                                                           | The Talisman                                                                         | George Clark Stanton         |
| Contrafforte sud-est, livello superiore, sud-est                          | Friar Tuck                                                                                        | Ivanhoe                                                                              | George Clark Stanton         |
| Contrafforte sud-est, livello superiore, est                              | Richard Cuor di Leone                                                                             | Ivanhoe, The Talisman e The Betrothed                                                | Amelia Robertson Hill        |
| Lato est, livello superiore, a sinistra della finestra                    | Ivanhoe, in cotta di maglia ed elmo piumato, visiera abbassata, mentre impugna una pesante lancia | Ivanhoe                                                                              | John Rhind                   |
| Lato est, livello superiore, a destra della finestra                      | Brian de Bois-Guilbert, Knight Templar                                                            | Ivanhoe                                                                              | William Birnie Rhind         |
| Testa del contrafforte nord-orientale, attaccato alla guglia principale   | Wamba the Jester                                                                                  | Ivanhoe                                                                              | ignoto                       |
| Testa del contrafforte nord-occidentale, attaccato alla guglia principale | Crusader                                                                                          | Tales of the Crusaders                                                               | ignoto                       |
| Testa del contrafforte sudoccidentale, attaccato alla guglia principale   | The Abbot, con in mano un bastone e un rosario (naso mancante)                                    | The Abbot                                                                            | ignoto                       |
| Testa del contrafforte sud-orientale, attaccato alla guglia principale    | Nun che stringe una croce                                                                         | Appare in diversi romanzi di Scott                                                   | ignoto                       |
| Pinnacolo, sopra la galleria superiore, nord                              | Meg Dods                                                                                          | St Ronan’s Well                                                                      | ignoto                       |
| Pinnacolo, sopra la galleria superiore, ovest                             | Dominie Sampson (dita restaurate nel 1999)                                                        | Guy Mannering                                                                        | ignoto                       |
| Pinnacolo, sopra la galleria superiore, sud                               | Mause Headrigg                                                                                    | Old Mortality                                                                        | ignoto                       |
| Pinnacolo, sopra la galleria superiore, est                               | Dandie Dinmont con il suo terrier ai piedi                                                        | Guy Mannering                                                                        | ignoto                       |

## Amministrazione moderna
All'inizio degli anni 1990 è stato proposto di pulire la pietra annerita dallo smog. C'erano opinioni a favore e contro la pulizia ed è stata condotta un'indagine scientifica/geologica, comprese prove di pulizia su campioni di pietra. Si decise di non pulire la pietra per i danni che avrebbe creato. È stato intrapreso un programma di restauro che ha comportato la sostituzione di vecchie riparazioni e aree danneggiate con pietra Binny, per il quale è stata riaperta la cava originale. La pietra fresca contrasta con l'originale annerito dal fumo.
Il costo complessivo del restauro è stato di 2,36 milioni di sterline ed è stato finanziato dall'Heritage Lottery Fund, dalla Historic Scotland e dal Consiglio della città di Edimburgo.
Il monumento è ora amministrato dalla divisione Cultura e Sport del Consiglio della città di Edimburgo (vedi collegamenti esterni per informazioni sui visitatori) che nel 2016 ha installato un nuovo sistema di illuminazione a LED. Il design delle luci era "destinato a evidenziare le caratteristiche architettoniche del monumento con una luce morbida e calda" ed è stato inaugurato il 21 settembre 2016.

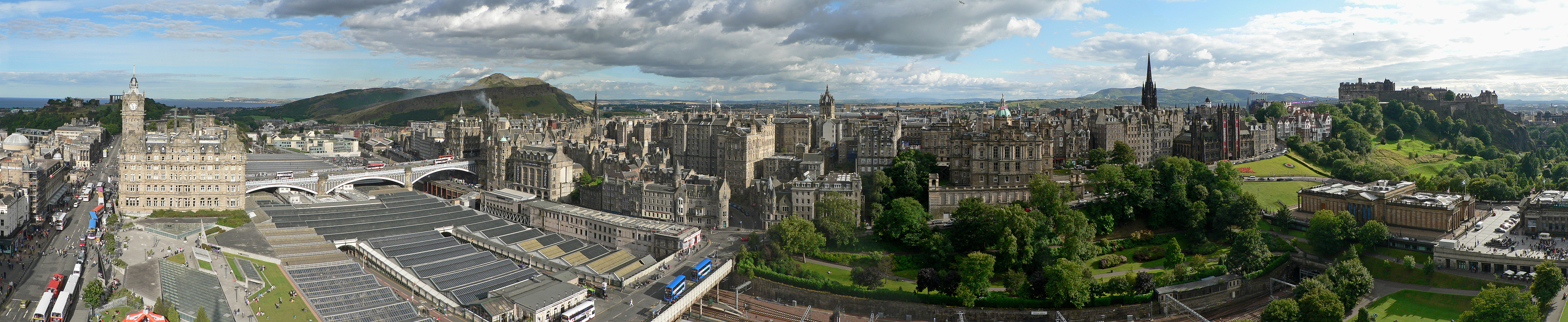
Un panorama di Edimburgo, visto dal Monumento Scott

## Nella cultura popolare
Il monumento ha un posto di rilievo nel film del 2012 Cloud Atlas, come luogo frequentato dal personaggio di Robert Frobisher.
L'artista Alan Reed ha detto che il monumento gli ricorda sempre una versione gotica di uno dei Thunderbirds.